# Liste der Kulturdenkmäler in Sauerthal
In der Liste der Kulturdenkmäler in Sauerthal sind alle Kulturdenkmäler der rheinland-pfälzischen Ortsgemeinde Sauerthal aufgeführt. Grundlage ist die Denkmalliste des Landes Rheinland-Pfalz (Stand: 8. Dezember 2023).

## Einzeldenkmäler
| Bezeichnung                 | Lage                                                | Baujahr         | Beschreibung | Bild                           |
| --------------------------- | --------------------------------------------------- | --------------- | --- | ------------------------------ |
| Katholische Kirche St. Anna | Burgstraße 1 Lage                                   | 1748            | barocke Saalkirche von 1748 mit dreiseitigem Chorschluss und achteckigem Dachreiter                                                                | weitere Bilder Fotos hochladen |
| Wohnhaus                    | Burgstraße 9 Lage                                   | 1738            | stattliches Fachwerkhaus, Nischenkreuz, bezeichnet 1738                                                                                            | Fotos hochladen                |
| Wohnhaus                    | Hauptstraße 25 Lage                                 | 1707            | größtenteils verputzt und verschiefert, Erdgeschosslaube, bezeichnet 1707                                                                          | Fotos hochladen                |
| Hofanlage                   | Tiefenbachstraße 18 Lage                            | 1558            | Fachwerk-Streckhof, teilweise verputzt, angeblich von 1558; Fachwerkscheune, teilweise massiv, Kniestock, 19. Jahrhundert                          | Fotos hochladen                |
| Grenzstein                  | östlich des Ortes an der Zufahrt zum Hof Oders Lage | 1422            | Landesgrenzstein aus rotem Sandstein, 1422; markierte die Grenze zwischen Kurmainz und Kurpfalz                                                    | Fotos hochladen                |
| Sauerburg                   | südwestlich des Ortes Lage                          | 14. Jahrhundert | Bruchsteinbau mit Sandsteinteilen, größtenteils Ruine, 14. Jahrhundert, teilweise ausgebaut 1909–12; Graben um die Außenwerke, 17. Jahrhundert (?) | weitere Bilder Fotos hochladen |